# 英國維基媒體協會
英国維基媒體協會(Wikimedia UK) 是一家英國的慈善组织，由在英国从事维基媒体計劃（如维基百科）的志愿者組成。它是维基媒体基金会批准的维基媒体分会。
英國维基媒協會前身是维基教育资源有限公司 (Wiki Educational Resources Limited，WER)，成立於2006年2月14 日  维基教育资源于2009年3月31日正式解散。 
2009年，英國維基媒體協會成立。2011年，該組織被认定为慈善机构。同年，英國維基媒體基金會增加了全职员工，并在伦敦设立了常设办事处。

## 外部鏈接
- 官方网站
- Wikimedia UK Blog （页面存档备份，存于）